# Порт Нью-Йорка (фильм)
«Порт Нью-Йорка» (англ. Port of New York) — фильм нуар режиссёра Ласло Бенедека, который вышел на экраны в 1949 году.
Фильм рассказывает о агенте Таможенной службы Микки Уотерсе (Скотт Брейди) и агенте Бюро по борьбе с наркотиками Джиме Флэннери (Ричард Робер), которым поручено предотвратить поставку на американский рынок партии опиума, доставленной на корабле в порт Нью-Йорка для банды наркоторговцев во главе с Полом Виколой (Юл Бриннер).
Фильм снят в субжанре полудокументальный нуар наряду с такими картинами, как «Дом на 92-й улице» (1945), «Агенты казначейства» (1947), «Обнажённый город» (1948) и «Он бродил по ночам» (1948).
Реакция современной критики на картину преимущественно сдержанно положительная, при этом особенно высоко оценены натурные съёмки. Вместе с тем, обращается внимание и на некоторую вторичность картины.
Этот фильм стал первым в карьере Юла Бриннера.

## Сюжет
Однажды ночью недалеко от порта Нью-Йорка с борта лайнера Florentine пассажирка Тони Карделл (К. Т. Стивенс) наблюдает за тем, как один из стюардов на спасательной шлюпке покидает корабль, унося с собой большую по объёму коробку. Вскоре его подбирает подплывшая моторная лодка, которая поднимает стюарда с товаром на борт. Несколько мгновений спустя стюарда убивают ножом, и его тело выбрасывают в море, а лодка быстро удаляется к берегу. На следующее утро Florentine швартуется в порту Нью-Йорка, после чего, пройдя таможенный досмотр, Тони приезжает к своему парню Полу Виколе (Юл Бриннер), который возглавляет банду наркоторговцев, оперирующую в порте Нью-Йорка. Шокированная увиденным убийством, Тони заявляет, что никогда не стала бы связываться с контрабандной деятельностью, если бы знала, что это будет связано с убийством. Тони умоляет Пола уехать вместе с ней, однако тот категорически отказывается. Когда Тони просит отдать ей причитающуюся ей долю с последней поставки, Пол заявляет, что сделает это только после расчётов с покупателями. Тем временем в порту Таможенная служба выявляет невостребованную партию наркотиков, которая направлялись в адрес фармацевтической компании для проведения медицинских экспериментов. Когда таможенники вскрывают ящики, оказывается, что в них нет ничего, кроме песка. Расследование данного случая возглавляет ответственный сотрудник министерства финансов Джон Дж. Мередит (Рэймонд Гринлиф), который создаёт оперативную группу из представителей трёх правительственных агентств — Таможни, Бюро по борьбе с наркотиками и Береговой охраны. Непосредственное ведение расследования поручено агенту таможни Микки Уотерсу (Скотт Брейди) и агенту Бюро по борьбе с наркотиками Джиму Флэннери (Ричард Робер). Одновременно Береговая служба ведёт в акватории порта поиск тела пропавшего стюарда, который, как выясняет следствие, мог подменить груз, когда тот находился в грузовом отсеке корабля.
В газетах публикуется информация о том, что следствие предполагает допросить всех пассажиров Florentine по делу о контрабанде наркотиков, после чего испуганная Тони анонимно звонит Джиму, предлагая ему купить у неё информацию об этой поставке. После краткой беседы на улице они договариваются о встрече тем же вечером на Пенсильванском вокзале, куда Тони должна доставить имеющиеся у неё доказательства. Тем временем Микки успевает проследить за Тони, выяснив её имя, после чего агенты устанавливают, что она была одной из пассажирок Florentine. Пока Тони у себя дома готовится к вечерней встрече, Пол приходит к ней домой и душит её. Когда Тони не приходит на встречу, Джим и Микки обыскивают все камеры хранения на вокзале, где в итоге обнаруживают в одном из шкафчиков коробку, в которой лежат несколько капсул с чистым опиумом. Агенты устанавливают наблюдение за шкафчиком, видя, как тем же вечером человек в курьерской форме забирает коробку, после чего доставляет её в ночной клуб. Когда в гримёрке клуба курьер передаёт коробку комику Долли Карни (Артур Блейк), Джим и Микки арестовывают его. Танцовщица Лили Лонг (Линн Картер), которая многим обязана Долли и поддерживает с ним дружеские отношения, умоляет владельца клуба Джо Леона (Джон Пэррис) помочь Долли, после чего Джо передаёт Лили номер телефона, который Долли когда-то дал ему на случай экстренной ситуации. По телефону Лили связывается с Лео Стассером (Уильям Чэлли), правой рукой Пола, который доставляет танцовщицу на борт яхты Пола. Лили рассказывает Полу о случившемся, умоляя спасти Долли, и Пол поручает Стассеру внести за комика залог. Во время допроса Долли, который страдает от наркотической ломки, выдаёт агентам имя Стассера и адрес принадлежащего ему портового склада. Он также сообщает, что основная партия наркотиков находится на яхте босса организации, имя которого ему не известно. Микки под прикрытием устраивается рабочим на склад Стассера, обнаруживая там секретную лабораторию по производству героина. Ночью Микки и Джим тайно проникают в офис Стассера, где находят письмо от покупателя с западного побережья, который направил некого Уайли за новой партией товара. Однако в этот момент в доке появляются люди Стассера, которые хватают Микки, после чего Стассер убивает его из пистолета на глазах у Джима, который успел скрыться. Долли выпускают под залог, и когда он возвращается в свою квартиру, Стассер и его подручный Ленни (Джон Келлогг) убивают его.
Тем временем агенты Министерства финансов выслеживают Уайли, который вылетел из Сан-Франциско, и задерживают его во время пересадки в Чикаго. Завладев его документами и фотографией, которая должна служить в качестве пароля, агенты переделывают их для Джима, который под именем Уайли прибывает в Нью-Йорк. Его доставляют к Стассеру, где Джим видит партию товара, похищенную на Florentine. Однако Джим отказывается передавать Стассеру деньги, которые якобы находятся у его человека, ожидающего звонка. Кроме того, Джим настаивает на том, что передаст деньги только лично боссу Страссера. После согласования с Полом, Стассер соглашается на встречу на яхте и звонит по телефону, указанному Джимом. На другом конце провода звонок принимает агент службы по борьбе с наркотиками, что даёт сигнал к началу операции по захвату главарей банды. Однако когда Джима доставляют на яхту Пола, там неожиданно оказывается и Лили, и при их встрече Пол замечает, что они знакомы друг с другом. Быстро выявив нестыковки в их показаниях, Пол принимает решение отменить встречу в порту с курьером Джима и поручает капитану немедленно выйти в открытое море. Между тем, когда агенты видят, что яхты, на которой назначена встреча, нет в условленном месте, Мередит бросает на её поиски корабли Береговой охраны. Тем временем Лили, увидев на пальце у Ленни кольцо Долли, обвиняет его в убийстве своего друга, а затем в эмоциональном припадке нападает и на Джима, заявляя, что это он арестовал Долли. В этот момент на яхте замечают сигналы, которые подаёт приближающийся корабль Береговой охраны. Пол поручает избавиться от Лили и расправиться с Джимом, а сам быстро удаляется, чтобы выбросить за борт хранящиеся на яхте наркотики. Однако Джим успевает схватиться за револьвер Стассера и вступает в жестокую драку с несколькими бандитами. Джим ранит одного из бандитов, однако подоспевший Пол стреляет в Джима, раня его в плечо. В этот момент сотрудники Береговой охраны поднимаются на борт яхты и арестовывают Пола, что приводит к разгрому банды контрабандистов.

## В ролях
- Скотт Брейди — Майкл «Микки» Уотерс
- Ричард Робер — Джим Флэннери
- К. Т. Стивенс — Тони Карделл
- Юл Бриннер — Пол Викола
- Артур Блейк — Долли Карни
- Линн Картер — Лили Лонг
- Джон Келлогг — Ленни
- Уильям Чэлли — Лео Стассер
- Нэвилл Брэнд — Айк, подручный Стассера

## Создатели фильма и исполнители главных ролей
В рецензии на профессиональном сайте Noir of the Week картина названа «очередным фильмом в серии полицейских процедуралов кинокомпании Eagle-Lion», на счету которой числятся такие известные картины этого субжанра, как «Подставили!» (1947), «Агенты казначейства» (1947), «Кэньон-Сити» (1948), «Грязная сделка» (1948) и «Он бродил по ночам» (1948). Продюсер Обри Шенк до этой картины уже создал такие фильмами нуар, как «Шок» (1946), «Странный треугольник» (1947), «Повторное исполнение» (1947) и «Агенты казначейства», который имеет значительное сходство с этой картиной. Сценарист Юджин Линг работал над такими фильмами нуар, как «Шок» и «За закрытыми дверями» (1948), последний также произведён на студии Eagle-Lion.
Режиссёром картины стал Ласло Бенедек, использовавший в работе такие «характерные приёмы нуаров того времени, как полудокументальный стиль и повествование закадровым голосом». Это была вторая полнометражная картина Бенедека, после которой, по словам историка кино Артура Лайонса, «киноиндустрия обратила на него внимание, вскоре поручив постановку таких первоклассных фильмов категории А, как „Смерть коммивояжёра“ (1951) и „Дикарь“ (1953)» .
Роль изящного контрабандиста наркотиков по имени Пол Викола сыграл «неизвестный в то время Юл Бриннер», который, по словам Денниса Шварца, «ещё не обрил свою голову». Это была первая кинороль Бриннера, единственной значимой работой которого на тот момент был бродвейский мюзикл «Песня лютни». В следующий раз Бриннер снялся в кино только в 1956 году, однако сразу в трёх значимых фильмах — «Десять заповедей», «Анастасия» и «Король и я». Роль в последнем из них принесла Бриннеру «Оскар» как лучшему актёру. С этого момента Бриннер много работал в кино, где его самой знаменитой картиной стал вестерн «Великолепная семёрка» (1960). В середине 1970-х годов он вернулся на Бродвей, чтобы сыграть в возрождённом спектакле «Король и я» (в котором он уже играл на Бродвее в 1951—1954 годах). Последний раз Бриннер появился в спектакле «Король и я» в июне 1985 года за несколько месяцев до своей смерти.
За свою непродолжительную кинокарьеру, оборвавшуюся в 1952 году в связи с гибелью в автокатастрофе, Ричард Робер сыграл главные и значимые в таких фильмах нуар, как «Женщина на пирсе 13» (1949), «Досье Тельмы Джордан» (1950), «Звонить 1119» (1950), «Колодец» (1951) и «Молодой Пол Барони» (1952). Дебютировавший в кино годом ранее, Скотт Брейди в те годы сыграл главные роли в нескольких памятных фильмах нуар, среди них «Он бродил по ночам» (1948), «Кэньон-Сити» (1948), «Поддержка» (1949), «Девушка под прикрытием» (1950) и «Я был магазинным вором» (1950). Фильм также обозначил дебют в кино характерного актёра Нэвилла Брэнда, бывшего героя Второй мировой войны, который впоследствии прославился характерными ролями бандитов в таких фильмах, как «Мёртв по прибытии» (1950), «Там, где кончается тротуар» (1950) «Распрощайся с завтрашним днём» (1950), «Поворотная точка» (1952), «Тайны Канзас-Сити» (1952) и «Крик ужаса» (1958).

## История создания фильма
В качестве кандидатов на должность режиссёра фильма фигурировали имена Фила Карлсона и Льюиса Сейлера, а на главную роль первоначально планировался Ричард Бейсхарт. Наряду с Нью-Йорком некоторые сцены фильма снимались в порту Вилмингтон, Лос-Анджелес.
Первоначально дистрибутором фильма должна была стать компания United Artists, однако в итоге фильм перешёл к Eagle-Lion.
Фильм открывается закадровым рассказом о борьбе официальных властей США с контрабандой наркотиков.

## Оценка фильма критикой

### Общая оценка фильма
Фильм получил достаточно высокую оценку критики, отметившей при этом, что он немного уступает лучшим картинам в жанре полудокументальный нуар. Рецензент газеты Austin Chronicle отметил, что «в конце 1940-х годов полудокументальные полицейские процедуралы с множеством натурных съёмок и закадровым рассказом официальным голосом на некоторое время стали довольно популярны», далее указав, что «Порт Нью-Йорка» «повторяет стиль фильмов „Дом на 92-й улице“ и „Обнажённый город“ с характерным для них большим количеством саспенса и множеством драк». По мнению рецензента, «это не выдающийся фильм, но хорошо раскрывает тему, хотя многие годы он и оставался в тени». Рецензент особенно отметил «поразительную операторскую работу Джорджа Дисканта — иногда этот мрачный фильм настолько мрачен, что даже трудно рассмотреть, что происходит».
Современный историк кино Спенсер Селби назвал картину «жёстокой полицейской драмой с атмосферным натурным визуальным рядом», а Артур Лайонс указал, что «сделанный в документальном стиле с закадровым голосом, этот жёсткий и жестокий фильм генерирует зловещую, угрюмую атмосферу благодаря использованию натуры Нью-Йорка, добротной операторской работе и хорошей постановке». В рецензии на сайте Noir of the Week говорится, что «этот фильм может быть не так силён, как некоторые другие полицейские процедуралы, поскольку немного вторичен. Он, наверное, не так хорошо известен, как „Он бродил по ночам“, „Агенты казначейства“ или „Попавший в ловушку“, но по-своему тоже довольно хорош». Подобно «Обнажённому городу» многие сцены картины снимались на улицах Нью-Йорка. В рецензии также указано, что «фильм представляет интерес как один из первых, в котором тема наркоторговли представлена серьёзно, так как ранее фильмы на эту тему были как правило разновидностями эксплуатационной картины „Косяковое безумие“ (1936)».
По мнению Майкла Кини, «этот нуар в документальном стиле напоминает „Агенты казначейства“ Энтони Манна, который вышел годом ранее, хотя он далеко не так хорош. Ход действия медленный, а сюжет — неинтересный, но реалистичность его натурных съёмок в Нью-Йорке делает фильм сносным». Деннис Шварц заключил, что эта «полицейская детективная драма-процедурал смотрится как малый фильм нуар, который следует обычными рутинными путями аналогичных малобюджетных криминальных историй Eagle-Lion», с «аутентичной зловещей атмосферой благодаря натурным съёмкам в Нью-Йорке». Шварц полагает, что в этой картине «нечем особенно восхищаться, хотя он и знаменателен одной из первых ролей Юла Бриннера в роли безжалостного гангстера». Хэл Эриксон считает, что этот «снятый на натуре фильм мог бы вообще оказаться забытым, если бы не один из его главных актёров, Юл Бриннер, который сыграл интеллигентного контрабандиста наркотиков по имени Пол Викола».

### Оценка актёрской игры
Самой значимой составляющей картины, по мнению рецензента «Остин Кроникл», стала «первая кинороль Юла Бриннера, который играет холёную угрозу и уверенного в себе злодея». Noir of the Week также отметил Юла Бриннера в роли «безжалостного главаря банды наркоторговцев, который готов убивать без промедления в любой момент, когда его криминальному предприятию видится даже отдалённая угроза». Кроме того, в рецензии отмечены Скотт Брейди, который играет в этом фильме роль, сходную с его ролью в «Он бродил по ночам» (1948), К. Т. Стивенс в роли «привлекательной контрабандистки, которая хочет уйти из преступного бизнеса», а также Нэвилл Брэнд, который «играет небольшую роль второго плана в роли бандита при Бриннере». По мнению автора статьи, «особого упоминания заслуживает Артур Блейк в роли третьеразрядного исполнителя из ночного клуба Долли Карни». Вершина его игры — это изображение актёра Чарльза Лоутона в роли капитана Блая из фильма «Мятеж на „Баунти“». В этой картине Блейк сыграл «слабого и изнеженного человека, который колеблется между жалобным нытьём и угрозами привлечь федералов к ответственности. Его единственная подруга — артистка Лили Лонг (Линн Картер) — любит его, но „не так“». Майкл Кини, однако, заключил, что Бриннер играет в этом фильме «скорее Дракулу, чем злобного и свирепого гангстера», и «смотрится в своём кинодебюте бледно», а Брэнд по сравнению с замечательной игрой в фильме «Мёртв по прибытии» (1950) «пропадает здесь без пользы в эпизодической роли подручного Бриннера».